# Yves Mangione
Pour les articles homonymes, voir Mangione.
Yves Mangione est un ancien footballeur français, né le 27 décembre 1964 à Toulon dans le Var. Il était attaquant.

## Biographie
Après sa carrière professionnelle, il a joué dix ans en championnat de France corpo chez Nicollin comme joueur et 
entraîneur adjoint, il a été superviseur et recruteur pendant deux ans au Montpellier Hérault football club et entraîner les attaquants pendant deux ans (spécifique attaquant).
Il obtient un diplôme d'entraînement sportif : le D.E.F. (Diplôme d'Entraineur de Football).

## Carrière
- 1986-1987 : Stade rennais  France
- 1987-1988 : FC Annecy  France
- 1988-1989 : Sporting Toulon Var  France
- 1989-1991 : Olympique d'Alès  France
- 1991 : Sporting Toulon Var  France
- 1991-1993 : SC Bastia  France
- 1993-1994 : Valenciennes FC  France
- 1994-1996 : OGC Nice  France
- 1996-1999 : ASOA Valence  France[1]

## Statistiques
- 66 matchs et 7 buts en Division 1
- 236 matchs et 105 buts en Division 2